# 치머베르크
치머베르크(Zimmerberg)는 스위스 취리히주의 호르겐구에 위치한 해발 769m의 산이자 지역을 일컫는 말이다. 그 이름은 ‘목재’를 의미하는 고대 독일어 단어 zimbar에서 따온 것이다.

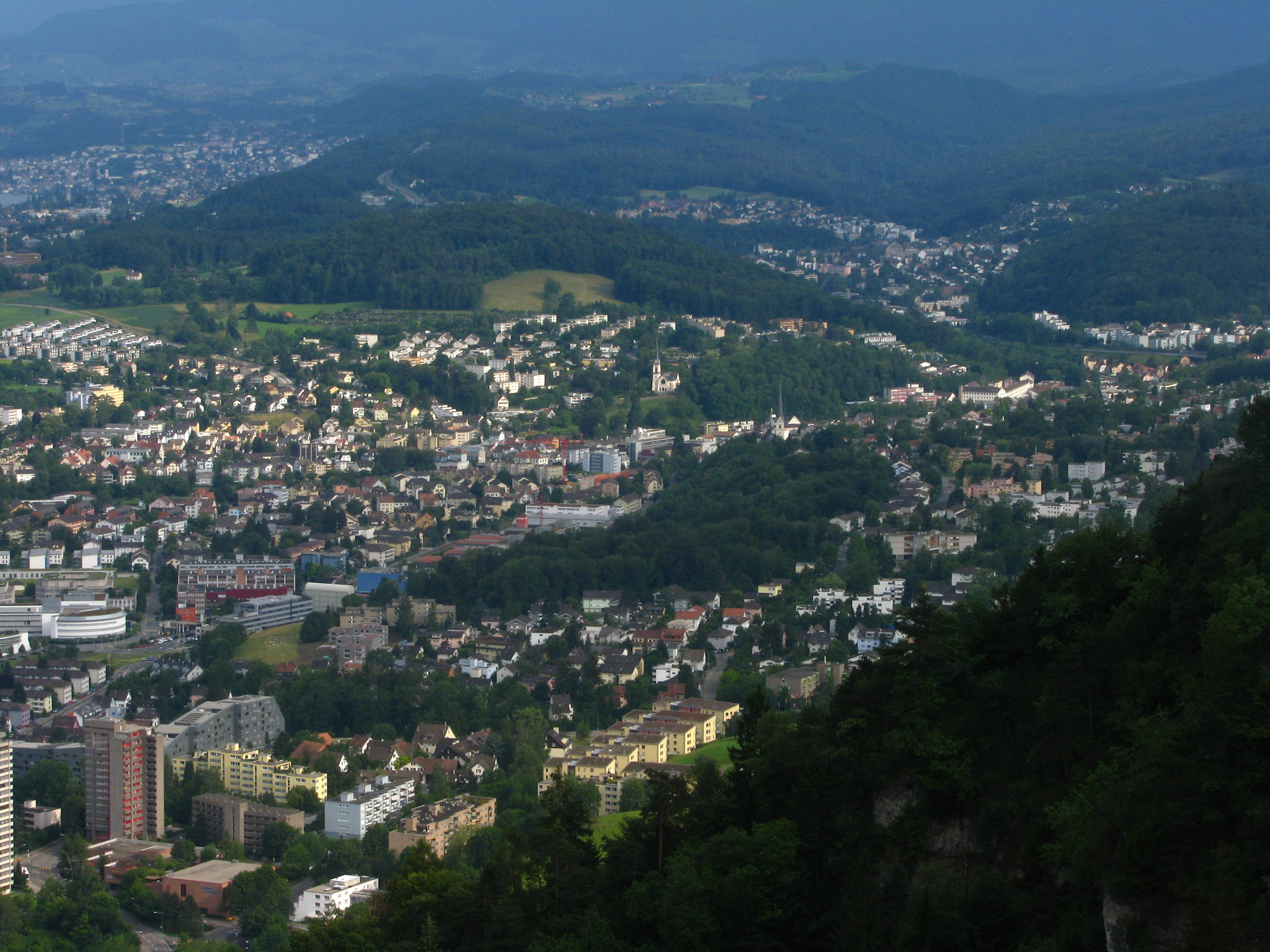
치머베르크와 질 계곡, 펠젠네크에서 본 (2010년 4월)

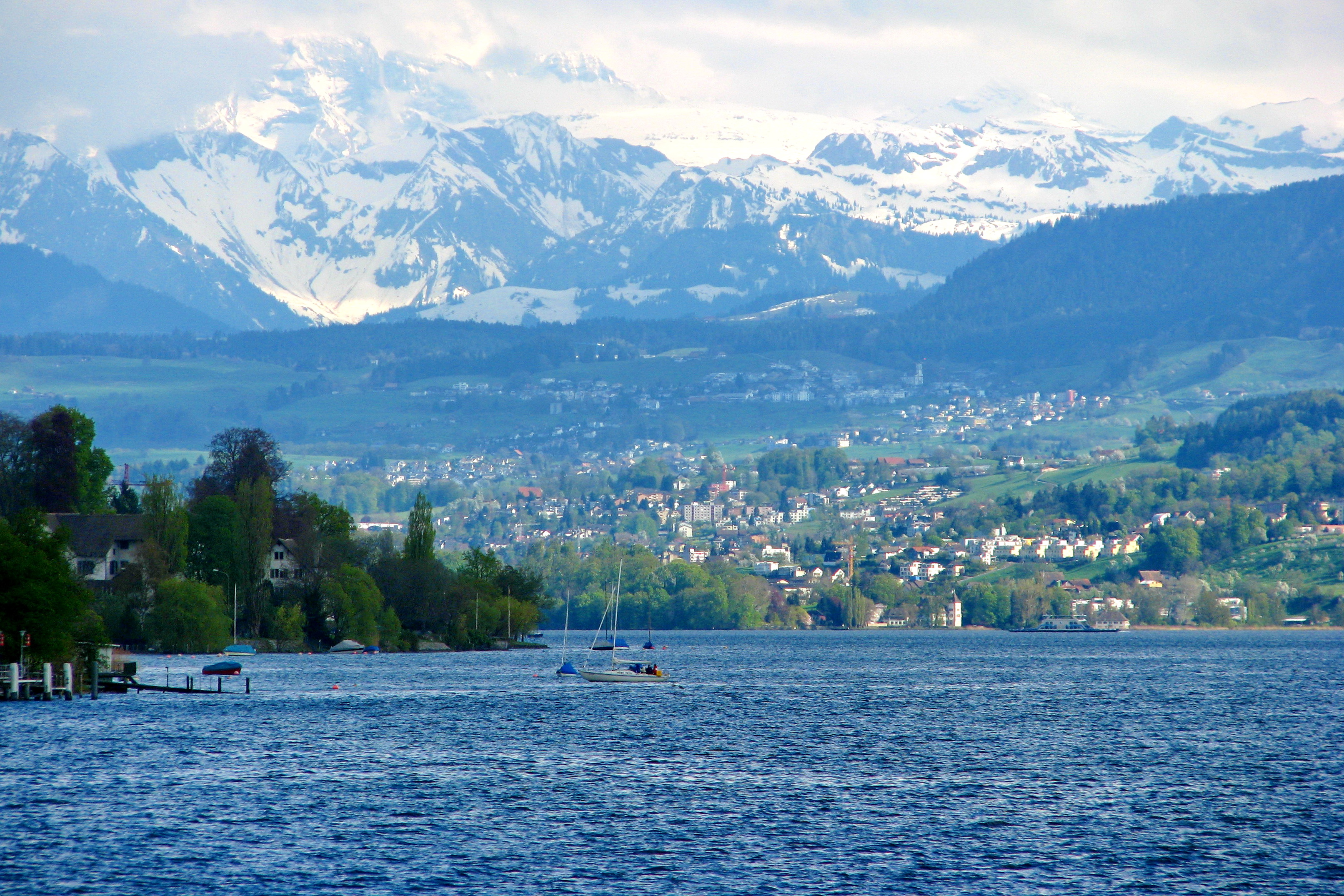
취리히 호수와 치머베르크의 동쪽 경사면(우측)

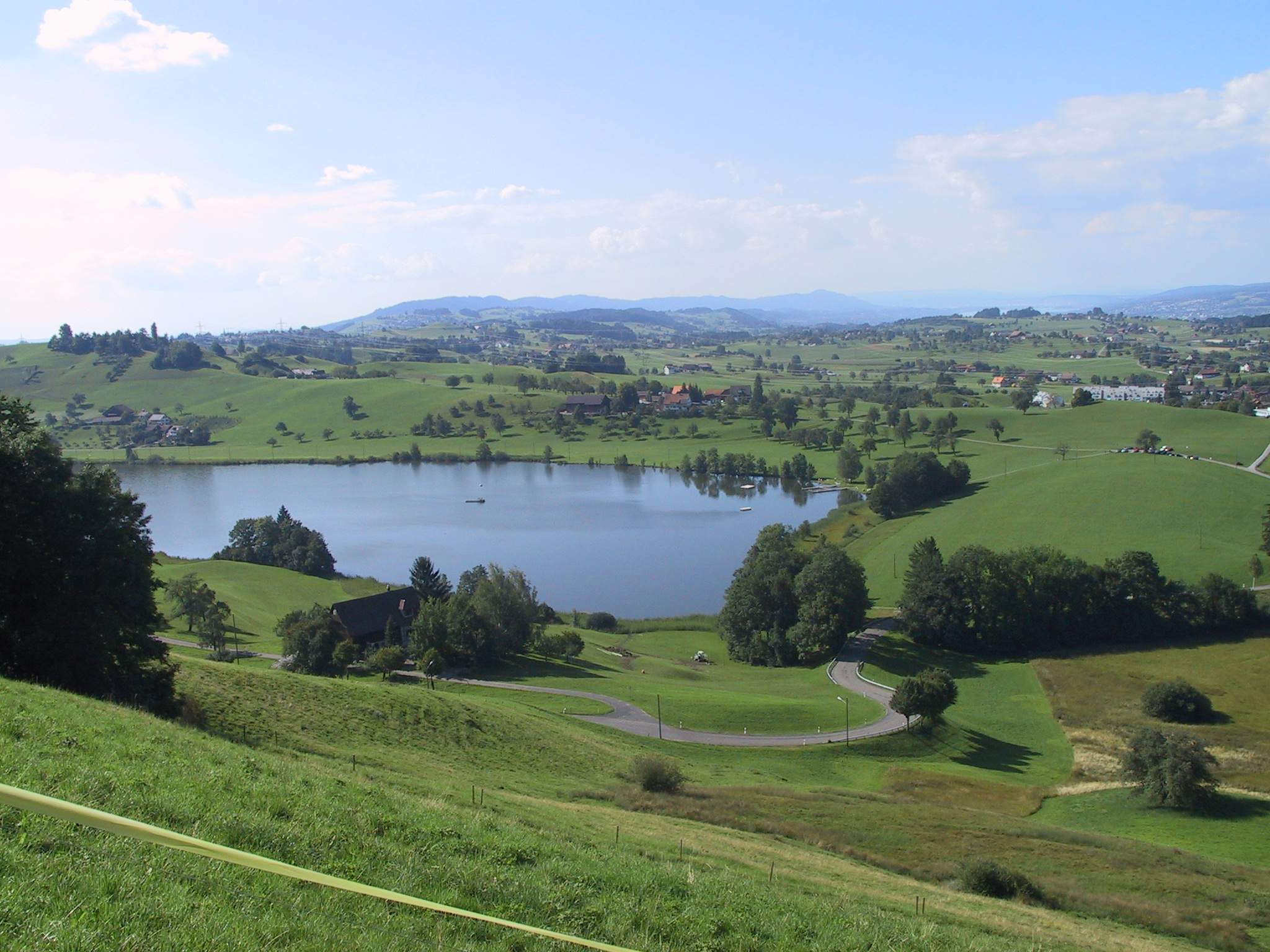
북서쪽에서 본 휘트너 호수와 치머베르크 고원, 배경으로 취리히 호수와 파넨슈틸

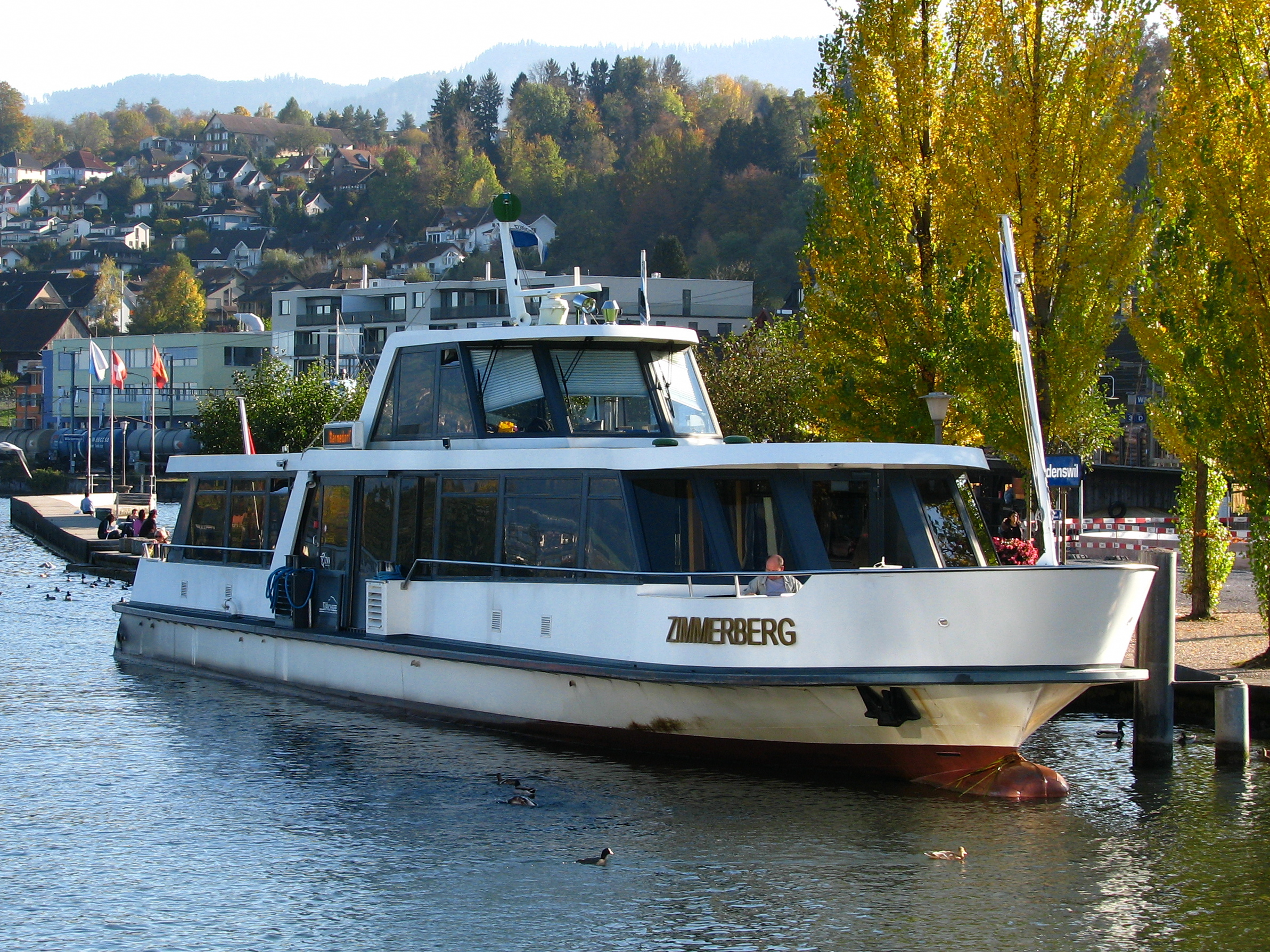
취리히제-해운회사의 모터선 Zimmerberg

## 역사
치머베르크에서 알레만니족 묘지가 발견되었다.

## 지리
치머베르크산은 취리히시의 남동쪽 약 15km에 위치한다. 질 계곡(질탈)의 랑나우 암 알비스와 취리히 호수에 접한 뤼쉴리콘 및 호르겐의 사이에 있다. 이곳은 질 계곡, 알비스 언덕, 취리히 호수와 판넨스티엘을 내려다 볼 수 있는 곳이다. 관심 장소로는 휘트너제와 인접한 알비스 산맥에 있는 알비스호른 (909m), 뷔르글렌(914.6m), 슈나벨부르크 근처의 전망대 등이 있다. 알비스 고개, 펠제네크와 질발트로 알려진 광활한 숲이 펼쳐져 있다. 질강은 남쪽으로 치머베르크와 접하고. 북동쪽으로는 취리히 호수와 접해 있다. 이 지역은 숲이 우거져 있지만, 넓은 들판도 있으며 일부는 경작지이다. 취리히시 근처에 있는 이 지역은 휴양지로 잘 알려져 있다.
취리히 호수 옆 지역은 빙하의 왼쪽 빙퇴석으로 형성되었으며, 그 바닥은 현재 취리히 호수와 질 계곡이다. 토양은 대부분 자갈의 집합체이며, 일부는 크고, 빙하 황토이다.

## 치머베르크 지역
‘치머베르크 지역’이라는 용어는 일반적으로 취리히 호수의 킬히베르크 – 리히터스빌 – 잠슈타게른 사이의 산, 지역 및 고원과 부분적으로 질 계곡을 가리킨다. 이 지역에는 히르첼, 호르겐, 휘텐, 킬히베르크, 오버리덴, 리히터스빌, 뤼쉴리콘, 쇼넨베르크, 탈빌, 베덴스빌, 질 계곡의 아들리스빌, 랑나우 암 알비스 및 질브루크 공동체가 포함된다.
치머베르크는 또한 호르겐의 지역 병원 치머베르크(독일어: 슈피탈 치머베르크) 또는 질탈 취리히 위틀리베르크 철도에서 제공하는 치머베르크 버스 노선과 같이 취리히 호수의 좌안에 있는 많은 조직에서 사용된다. 취리히제-해운회사의 소형 모터 선박인 치머베르크는 산의 이름을 따서 명명되었다.
치머베르크 베이스 터널은 두 부분으로 나누어진 철도 터널이다. 첫 번째 터널은 길이가 약 10km이며 취리히와 탈빌을 연결한다. 두 번째 부분은 취리히와 추크를 연결하는 길이가 약 20km가 될 것이다.